# Bekir Baki Akırşan
Bekir Baki Akırşan (né le 1er novembre 1991 à Konya) est un coureur cycliste turc.

## Palmarès
- 2009
  - 2e du championnat de Turquie du contre-la-montre juniors
- 2013
  -  Champion de Turquie du contre-la-montre
  - 2e du championnat de Turquie sur route
  - 8e du championnat d'Europe du contre-la-montre espoirs
- 2014
  - 2e du championnat de Turquie du contre-la-montre
- 2015
  - 2e du championnat de Turquie sur route
  - 2e du championnat de Turquie du contre-la-montre
  - 2e du Tour de Mevlana

## Classements mondiaux
| Année           | 2012 | 2013 | 2014 | 2015 | 2016   |
| --------------- | ---- | ---- | ---- | ---- | ------ |
| UCI Europe Tour | 863e | 369e | 920e | 182e | 1 868e |